# John Irving
John Winslow Irving, właśc. John Wallace Blunt Jr. (ur. 2 marca 1942 w Exeter) – amerykański prozaik i scenarzysta filmowy. Laureat Oscara za najlepszy scenariusz adaptowany i Nagrody Satelita do filmu Lasse Hallströma Wbrew regułom (1999). 
W 1978 zyskał uznanie krytyków i rozpoznawalność po międzynarodowym sukcesie powieści Świat według Garpa. Jego kolejne powieści, Hotel New Hampshire (1981), Regulamin tłoczni win (1985), Modlitwa za Owena (1989) i Jednoroczna wdowa (1998), stały się bestsellerami. Zagrał epizodyczne role w filmach Świat według Garpa (1982) i Wbrew regułom (1999).

## Życiorys
Urodził się w Exeter w New Hampshire w Nowej Anglii jako syn Helen Frances (z domu Winslow) i Johna Wallace’a Blunta seniora, pisarza. Jego rodzice rozwiedli się podczas ciąży matki. Jego matka wyszła ponownie za mąż, gdy John miał sześć lat, a chłopiec został przemianowany na Johna Winslowa Irvinga. Uczęszczał do Phillips Exeter Academy, gdzie jego ojczym uczył historii Rosji. Tam Irving odkrył dwie ze swoich wielkich pasji: pisanie i zapasy. Po ukończeniu studiów spędził rok na Uniwersytecie Pittsburskim, po czym przeniósł się do Wiednia, miejsca, które znalazło miejsce w wielu jego późniejszych opowieściach. Irving podróżował po Europie na motocyklu, prowadził styl życia bohemy i w pewnym momencie spotkał mężczyznę z wytresowanym niedźwiedziem, zwierzęciem, które stało się również ważną postacią w wielu jego opowieściach. Po powrocie do Stanów Zjednoczonych, w 1965 ukończył University of New Hampshire i przeniósł się do szkoły podyplomowej na University of Iowa, gdzie studiował u pisarza Kurta Vonneguta i rozpoczął pracę nad swoją pierwszą powieścią.
W 1968 zadebiutował powieścią Uwolnić niedźwiedzie (Setting Free the Bears). Od momentu startu literackiego zajmował pozycję czołowego i najpopularniejszego opozycjonisty artystycznego wobec literatury neoawangardowej w USA. Stał się autorem powszechnie wydawanych i filmowanych powieści surrealistyczno–parodystycznych, które sam określił kiedyś mianem „X-rated soap operas” (mydlane opery tylko dla dorosłych).

## Twórczość
- Setting Free the Bears, 1968 (tyt. pol. Uwolnić niedźwiedzie)
- The Water-Method Man, 1972 (tyt. pol. Metoda wodna)
- The 158-Pound Marriage, 1974 (tyt. pol. Małżeństwo wagi półśredniej)
- The World According to Garp, 1978 (wydanie polskie 1984 – Świat według Garpa)
- The Hotel New Hampshire, 1981 (wydanie polskie 1992 – Hotel New Hampshire, tłum. Michał Kłobukowski, Warszawa: Wojciech Pogonowski, 1992; Prószyński i S-ka 1998, 1999, 2000, 2002, 2004, 2016)
- The Cider House Rules, 1985 (wydanie polskie 1995 – Regulamin tłoczni win)
- A Prayer for Owen Meany, 1989 (tyt. pol. Modlitwa za Owena)
- A Son of the Circus, 1994 (tyt. pol. Syn cyrku)
- Playboy Stories – antologia, 1994 (wydanie polskie 1995 – Playboy: Opowiadania)
- The Imaginary Girlfriend – autobiografia, 1995 (tyt. pol. Wymyślona Dziewczyna)
- Trying to save Piggy Sneed – zbiór opowiadań 1996 (tyt. pol. Ratować Prośka)
- A Widow for One Year, 1998 (tyt. pol. Jednoroczna wdowa)
- My Movie Business, 1999 (tyt. pol. Moje filmowe perypetie. Pamiętnik)
- A Cider House Rules: A Screenplay – scenariusz, 1999 (wydanie polskie 2001 – Wbrew regułom)
- The Fourth Hand, 2001 (wydanie polskie 2002 – Czwarta ręka)
- A Sound Like Someone Trying Not to Make a Sound, 2004 (wydanie polskie 2005 – Odgłos, jaki wydaje ktoś, kto stara się nie wydawać żadnych odgłosów)
- Until I Find You, 2005 (wydanie polskie 2006 – Zanim Cię znajdę)
- Last Night in Twisted River, 2009 (wydanie polskie 2010 – Ostatnia noc w Twisted River)
- In One Person, 2012 (wydanie polskie 2012 – W jednej osobie)
- Avenue of Mysteries, 2015 (wydanie polskie 2016 – Aleja tajemnic)
- The Last Chairlift, 2022

## Filmy na motywach powieści J. Irvinga
- The World According to Garp (1982, tyt. pol. Świat według Garpa)
- The Hotel New Hampshire (1984, tyt. pol. Hotel New Hampshire)
- Simon Birch (1998, na podst. powieści Modlitwa za Owena)
- The Cider House Rules (1999, tyt. pol. Wbrew regułom na podst. powieści Regulamin tłoczni win)
- The Door in the Floor (2004, tyt. pol. Drzwi w podłodze na podst. powieści Jednoroczna wdowa)